# Changes
「changes」（チェンジス）は、Base Ball Bearの7枚目のシングル。

## 解説
- 前作「愛してる」から約7か月ぶりのリリースであり、2008年唯一のシングル。
- オリコン週間シングルチャートで初登場10位にランクイン。シングル・アルバム通じて初のTOP10入りを果たした。
- CD販売上の慣例である水曜日のリリースではなく、木曜日にリリースされた。

## 収録曲
- 全作詞・作曲：小出祐介、全編曲：Base Ball Bear

1. changes
  - フジテレビ系ノイタミナ枠アニメ『図書館戦争』エンディングテーマ
  - PV監督は児玉裕一。
  - 「ドラマチック」以来のアニメタイアップ。
  - この曲でテレビ朝日系『ミュージックステーション』への初出演を果たした。
  - 3rdアルバム『(WHAT IS THE)LOVE & POP?』、ベストアルバム『バンドBのベスト』・『増補改訂完全版「バンドBのベスト」』収録
    - 『(WHAT IS THE)LOVE & POP?』にはアルバムバージョンでの収録となっており、演奏パートが所々録り直されている。
2. SUMMER ANTHEM
  - PVが存在しており、Zepp Tokyoで行われた「17才からやってますツアー」ファイナル公演後に、観客と一緒に撮影された。監督は福居英晃、高倉雅昭。
3. FICTION ONCE MORE
4. ドラマチックとエレサマ（LIVE from COUNTDOWN JAPAN 07/08 at GALAXY STAGE）
  - ライブ音源。収録曲は、「ドラマチック」と「ELECTRIC SUMMER」。

## カバー
- 前野智昭 - カバーソングプロジェクト『CrosSing 12th Season』にてカバー[1]。2025年7月2日に「changes from CrosSing」として配信リリース。